# Norbert Wójtowicz
Norbert Wójtowicz (ur. 1 grudnia 1972 w Płocku) – polski historyk, teolog, pedagog i publicysta.

## Życiorys

### Wykształcenie
Absolwent Uniwersytetu Wrocławskiego i Papieskiego Fakultetu Teologicznego we Wrocławiu, od 2003 doktor nauk humanistycznych. Absolwent studiów podyplomowych w zakresie dziennikarstwa (1999), problematyki związanej z funkcjonowaniem funduszy europejskich (2004), oligofrenopedagogiki (2006) i resocjalizacji i profilaktyki społecznej (2009). Absolwent kierunku studiów „Służby specjalne” na Akademii Sztuki Wojennej w Warszawie (2021).

### Praca zawodowa

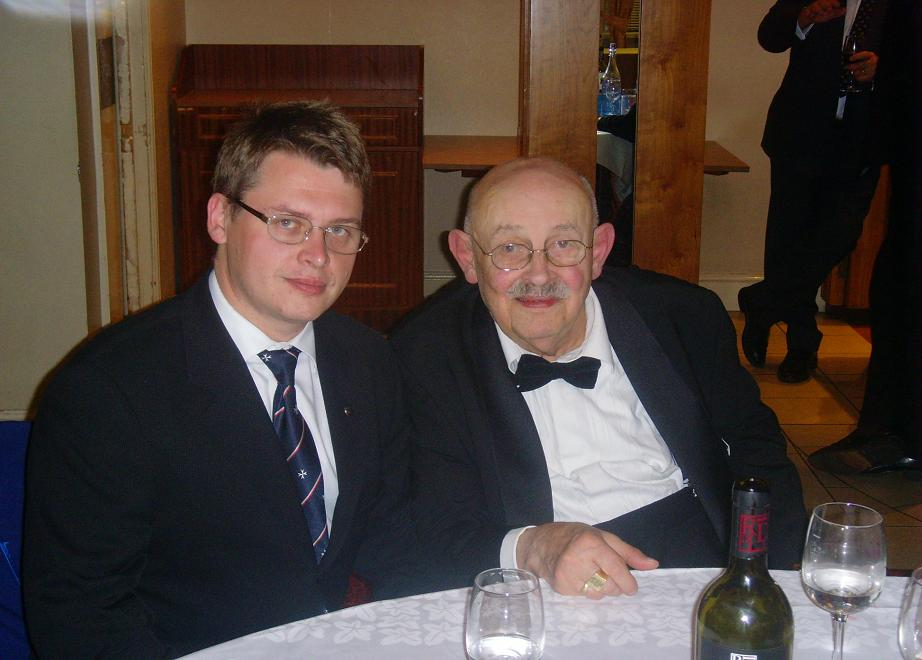
Norbert Wójtowicz i Juliusz Nowina-Sokolnicki (2007)

Wykładowca m.in. Szkoły Wyższej im. Pawła Włodkowica w Płocku, Podyplomowego Studium Dziennikarskiego przy Papieskim Wydziale Teologicznym we Wrocławiu i Akademii Nauk Stosowanych we Wrocławiu. W latach 2002–2003 pracownik naukowo-dydaktyczny p.o. kierownika Zespołu Historii Kultury Fizycznej w Katedrze Humanistycznych Podstaw Kultury Fizycznej Akademii Wychowania Fizycznego we Wrocławiu. Od 2006 pracownik Instytutu Pamięci Narodowej, a od 1 grudnia 2011 pracownik Oddziałowego Biura Edukacji Publicznej IPN we Wrocławiu (aktualnie Oddziałowe Biuro Badań Historycznych IPN we Wrocławiu). Od października 2018 Official Fellow in Theology and the History of Religion w Western Orthodox University i Official Fellow and Tutor in Theology and the History of Religion w European-American University. Doctor Honoris Causa en Théologie (œcuménisme) Ecole Supérieure Euro-Américaine i Doctor of Religious Studies (honoris causa) Western Orthodox University Apostolskiego Kościoła Episkopalnego (Apostolic Episcopal Church). Od 2008 członek Kolegium „Biuletynu Instytutu Pamięci Narodowej”, członek Rady Naukowej periodyku „Ilustrowany Magazyn Wojskowy Armia” i członek Rady Naukowej kwartalnika grafologiczno-kryminalistycznego „Krymigraf”.

### Działalność społeczna
Członek Polskiego Towarzystwa Heraldycznego, Towarzystwa Naukowego Płockiego, Українського геральдичного товариства, International Association of Amateur Heralds, Polskiej Wspólnoty Heraldycznej „Nova Heraldia”, Polskiego Towarzystwa Numizmatycznego, Towarzystwa Wiedzy Obronnej, Polskiego Towarzystwa Hugenockiego, Polskiego Towarzystwa Turystyczno-Krajoznawczego i Konfederacji Spiskiej. Od 2008 członek Zarządu Światowej Rady Badań nad Polonią (The World Research Council on Poles Abroad), w 2013 wybrany na drugą 5-letnią kadencję. Od 2014 członek Rady Naukowej i doradca Sekretarza Generalnego International Human Right Commission (La Commission Internationale des Droits de L’homme). Jest członkiem zarządu utworzonego w 2012 r. w Warszawie Instytutu „Sztuka Królewska w Polsce”, którego celem jest „inspirowanie, prowadzenie oraz koordynacja badań naukowych na temat przeszłości oraz teraźniejszości wolnomularstwa polskiego i światowego”. W styczniu 2019 otrzymał godność Członka Honorowego Ogólnopolskiego Oddziału Tłumaczan (Towarzystwo Miłośników Lwowa i Kresów Południowo-Wschodnich). Członek Polskiej Komandorii Rycerskiego i Szpitalnego Zakonu św. Łazarza z Jerozolimy. Od 2014 Fizzan King of Arms (głowa „The College of Arms”) i Wielki Przeor Europy Kontynentalnej Abbey-Principality San Luigi. Autor projektów herbów osób fizycznych i stowarzyszeń opracowywanych w ramach Collegium Heraldicum Concordiae, oraz projektant kilkunastu odznaczeń pamiątkowych i nagrodowych, m.in. Medalu „Reipublicae Memoriae Meritum” z czerwca 2015.
Od 1 lipca 2020 Uchwałą Zarządu Banku Żywności w Piszu Fundacji B+R IC powołany na funkcję Doradcy Zarządu Banku Żywności w Piszu (obecnie Mazurski Bank Żywności), Uchwałą Zarządu nr 2022/02 z 4 sierpnia 2022 powołany ponownie na funkcję Doradcy Zarządu na kolejny okres.
Wójtowicz jest rzecznikiem prasowym Polskiej Federacji Combat Kalaki (od 2000) oraz krajowym rzecznikiem prasowym World Eskrima Kali Arnis Federation w Polsce (od 2002). Pełnomocnik ds. szkoleń sędziowskich Polskiej Federacji Combat Kalaki (od 2003). Współautor książki Combat Kalaki. Alternatywna sztuka walki wywodząca się z tradycji wojowników filipińskich (2002), Informatora sędziego Polskiej Federacji Combat Kalaki (2003) i szeregu artykułów w tym zakresie. Wyróżniony tytułem „Sędziego Roku 2002” Polskiej Federacji Combat Kalaki. Współautor programu treningowego „Kaibigan” dla osób z dysfunkcją kończyn dolnych.
Zwolennik poglądów konserwatywnych i monarchistycznej wizji państwa. Na VI Konwencie Organizacji Monarchistów Polskich (27 listopada 1999) wybrany Strażnikiem Praw ergo Przewodniczącym Sądu Honorowego, sprawował tę funkcję do momentu odejścia z OMP w grudniu 2011.

## Odznaczenia, nagrody i wyróżnienia
Odznaczenia państwowe i resortowe
- 2010 – Medal „10 lat Instytutu Pamięci Narodowej”
- 2011 – Brązowy Krzyż Zasługi[20]
- 2011 – Odznaka honorowa „Za Zasługi dla Turystyki”[21] (MSiT)
- 2011 – Srebrny Medal Opiekuna Miejsc Pamięci Narodowej[22] (ROPWiM)
- 2012 – Medal „Pro Patria” (UdsKiOR)
- 2012 – Medal „Pro Memoria” (UdsKiOR)
- 2013 – Brązowy Medal „Za zasługi dla obronności kraju”[23] (MON)
- 2013 – Medal Komisji Edukacji Narodowej[24] (MEN)
- 2015 – Brązowa Odznaka „Zasłużony dla Ochrony Przeciwpożarowej” (MSW)
- 2020 – Srebrny Krzyż Zasługi[25]
- 2022 – Odznaka „Zasłużony dla Zdrowia Narodu” (MZ)
- 2023 – Odznaka honorowa „Zasłużony dla Rolnictwa”[26] (MRiRW)

Odznaczenia samorządowe
- 2017 – Odznaka Honorowa Srebrna Zasłużony dla Województwa Dolnośląskiego[27][28]

Odznaczenia stowarzyszeń i organizacji społecznych
- 1998 i 2011 (dwukrotnie) – Krzyż „Za Zasługi dla Związku Kombatantów RP i Byłych Więźniów Politycznych”[29].
- 2009 – Komandoria Missio Reconciliationis[30]
- 2010 – Medal „Za zasługi w krzewieniu wiedzy obronnej” (TWO)[31]
- 2010 – Krzyż Polowy Kościoła Polskokatolickiego
- 2011 – Odznaka Honorowa „Za zasługi dla Federacji Stowarzyszeń Rezerwistów i Weteranów Sił Zbrojnych Rzeczypospolitej Polskiej”
- 2011 – Odznaka Honorowa „Za zasługi dla Związku Żołnierzy Wojska Polskiego”
- 2012 – Brązowy medal Stowarzyszenia „Wspólnota Polska”
- 2012 – Odznaka Honorowa „Za Wybitne Zasługi dla Ligi Obrony Kraju”[32] (LOK)
- 2012 – Medal im. dr. Henryka Jordana (TPD)
- 2013 – Złoty Medal „Za Zasługi dla Ligi Obrony Kraju” (LOK)
- 2013 – Odznaka Przyjaciel Dziecka[33] (TPD)
- 2013 – Odznaka „Za Wybitne Zasługi dla Związku Kombatantów RP i Byłych Więźniów Politycznych”
- 2013 – Odznaka Honorowa „Za zasługi dla Związku Inwalidów Wojennych RP”
- 2014 – Brązowa Honorowa Odznaka PTTK[34]
- 2015 – Złoty Medal „Za Zasługi dla Pożarnictwa”[35] (OSP)
- 2015 – Brązowa Odznaka Honorowa „Podlaski Krzyż Floriański” (OSP)
- 2016 – Odznaka „Za Zasługi dla Światowego Związku Żołnierzy Armii Krajowej”[36]
- 2017 – Odznaka Honorowa Polskiego Czerwonego Krzyża IV stopnia[37] (PCK)
- 2018 – Złota Odznaka Zasłużony w pracy PTTK wśród młodzieży[38]
- 2020 – Medal „Betlejemskie Światło Pokoju” (Chorągiew Dolnośląska ZHP).

Odznaczenia zagraniczne i międzynarodowe
- 2006 – tajlandzki Królewski Medal 60-lecia objęcia tronu przez Bhumibola Adulyadeja, króla Ramę IX
- 2008 – francuski Złoty Medal „Œuvre humanitaire”
- 2009 – Krzyż Członka Towarzystwa Zasługi Rycerskiego i Szpitalnego Zakonu św. Łazarza z Jerozolimy
- 2012 – Krzyż Rycerza Rycerskiego i Szpitalnego Zakonu św. Łazarza z Jerozolimy
- 2013 – Brązowy „Al Saher Medal” nadany przez Ritter des Heiligen Lazarus zu Jerusalem, Priorat Deutschland
- 2014 – Österreichische Sport- und Turnabzeichen ÖSTA (Leistungsstufe Gold)
- 2014 – Deutsches Sportabzeichen – Deutscher Olympischer Sportbund DOSB (Bronze)
- 2014 – Krzyż Rycerza Komandora Orderu Korony Cierniowej[39]
- 2014 – Złoty Krzyż Zasługi Orderu Świętego Stanisława Biskupa i Męczennika
- 2015 – Krzyż Wielki Orderu Świętego Stanisława Biskupa i Męczennika[40]
- 2016 – Order św. Kniazia Włodzimierza Wielkiego III klasy (УПЦКП)
- 2021 – Krzyż Oficera Towarzystwa Zasługi Rycerskiego i Szpitalnego Zakonu św. Łazarza z Jerozolimy
- 2022 – Krzyż Wielki Orderu Korony Cierniowej (Sovereign, Chivalrous, Nobiliary and Religious Order of the Crown of Thorns – OCT)

Tytuły i rangi
- 2015 – „rank and traditional title Datu Paduka” Royal Sultanate House of the Maharaja Adinda Aranan (The Second Heirs Apparent Family to the throne of the Royal Hashemite Sultanate of Sulu Darul Islam) nadany przez Head of the Royal Family And Royal Sultanate House of the Maharaja Adinda Aranan, H.R.H. Sri Paduka Batara Mahasari Maulana Datu Muhammidul 'Ali Al-Mahmun Halun ibni Al-Marhum Sultan Muhammad Aranan Puyo[41]
- 2015 – „title Honorary Datu” Royal House of Baloi nadany przez Sultana of Baloi, Mindanao, Philippines, H.R.H. Tuanku Dr Datu Camad M. Ali i przyjęcie „as a Noble od the Royal Dynasty of Baloi”[42]

Nagrody i wyróżnienia
- 2002 – Sędzia Roku Polskiej Federacji Combat Kalaki
- 2006 – Złote pióro „Wolnomularza Polskiego” 2005–2006[43]
- 2009 – Dyplom Uznania nadany przez Komisję do Spraw Upamiętniania Tradycji Kombatanckich Związku Kombatantów RP i byłych Więźniów Politycznych
- 2010 – Dyplom Uznania „za aktywną działalność w krzewieniu wiedzy obronnej oraz popularyzowanie dziejów i tradycji oręża polskiego” nadany przez Zarząd Okręgu Towarzystwa Wiedzy Obronnej
- 2011 – Honorowa Złota Odznaka Towarzystwa Przyjaciól Warszawy
- 2011 – Dyplom i tytuł Honorowego Żołnierza 1 Wileńskiej Brygady AK (11.11.2011)
- 2023 – Złota Odznaka Polskiego Towarzystwa Numizmatycznego

## Publikacje
- Sztuka Królewska. Historia i myśl wolnomularstwa na przestrzeni dziejów (Wrocław 1997) ISBN 83-900696-3-6[44]
- Wielki Architekt Wszechświata. Teologiczna krytyka masońskich wizji Boga (Wrocław 1999) ISBN 83-910542-5-X[45]
- Antymasońska kampania 1938 (Krzeszowice 2005) ISBN 83-60048-10-X[46]
- Rozmowy o masonerii (Krzeszowice 2005) ISBN 83-60048-21-5.
- Masoneria. Mały słownik (Warszawa 2006) ISBN 978-83-7192-307-4 (w 2007 książka nominowana do Nagrody Stowarzyszenia Wydawców Katolickich „Feniks”)[47]
- Integracyjny Program Treningowy KAIBIGAN (Wrocław 2007), ISBN 978-83-925702-2-6.
- Praemiando Incitat – Order Świętego Stanisława (Wybrane dokumenty) (Warszawa 2007) ISBN 978-83-925702-0-2[48]
- Masoni w wielonarodowościowej II Rzeczypospolitej (Warszawa 2011) ISBN 978-83-925702-4-0[49]
- Wolnomularstwo a Kościół katolicki. Wrogowie, przeciwnicy czy konkurenci? (Krzeszowice 2014) ISBN 978-83-60048-74-0[50]
- Karolina Lanckorońska (1898–2002), Warszawa 2015, ISBN 978-83-7629-861-0.
- Kryptonim „Mikron”. Bezpieka wobec Juliusza Sokolnickiego (Poznań 2015), ISBN 978-83-901606-8-9[51].
- Współpraca Organizacji „Wolna Polska” i Grupy Logistycznego Wsparcia Podziemia ze Stuttgartu z Solidarnością Walczącą, Wrocław 2017, ISBN 978-83-64195-36-5[52].
- Przewrót komunistyczny w Czechosłowacji 1948 roku widziany z polskiej perspektywy, Warszawa 2021, ISBN 978-83-8229-162-9[53].

Redaktor wydań krytycznych antymasońskich tekstów Adama Doboszyńskiego Konspiracje (2004) i listu pasterskiego biskupa Albina Dunajewskiego Pełen apostolskiej troskliwości... (2005), oraz prac endeckich klasyków Mariana Seydy Z zagadnień polityki demokratyczno-narodowej (2006) i Romana Rybarskiego Państwo monopoliczne (2007). Współautor haseł do Encyklopedii Wrocławia. Członek zespołów przygotowujących tomy dokumentów Przed i po 13 grudnia. Państwa bloku wschodniego wobec kryzysu w PRL 1980–1982 (t. 1-2) oraz Instrukcje, wytyczne, pisma Departamentu IV Ministerstwa Spraw Wewnętrznych z lat 1962–1989. Wybór dokumentów.
W 2010 roku był konsultantem historycznym spektaklu Teatru Telewizji pt. Operacja Reszka.

## W kulturze popularnej
Postać Norberta Wójtowicza została dość obszernie opisana w pierwszym rozdziale książki Jarosława Wojciecha Krynickiego „Spowiedź masona”. Występuje on tam pod zmienionym, jak w przypadku znacznej części bohaterów tych wspomnień, imieniem „Robert”.